# سارا ایوانتز
سارا ایوانتز (به انگلیسی: Sarah Evanetz) (زادهٔ ۲۷ ژوئن ۱۹۷۵) شناگر اهل کانادا است.